# Cristi Puiu
Cristi Puiu (Bucarest, 3 aprile 1967) è un regista e sceneggiatore romeno.

## Biografia
Insieme al connazionale Radu Jude getta uno sguardo estremamente irritante sul ceto medio romeno e questo sguardo è recepito in Francia dove Cahiers du cinéma dedica una scheda critica a MMXX  prima ancora che lo stesso film abbia una sua distribuzione. L'irritabilità verso la classe media in MMXX è espressa attraverso quattro diverse situazioni ai tempi del Covid, con le sue mascherine e le sue incessanti cesure degli appelli che invadono i cellulari, riguardo alla cui messa in scena Puiu è un vero maestro, una situazione che parla per tutta la durata del film senza che se ne parli.
Nel 2001 il suo film Marfa şi bani è stato candidato al Filmfestival Cottbus per il Findlingspreis Filmkommunikation.
Nel 2005 il suo film La morte del signor Lazarescu è stato candidato all'European Film Awards per il miglior regista.
Nel 2020 il suo Malmkrog ha vinto il Premio per la Miglior Regia nella sezione Encounters della Berlinale (sezione dedicata ad opere più sperimentali/fuori forma).

## Filmografia parziale
- Marfa si banii (2001)
- Un cartus de kent si un pachet de cafea (2004) cortometraggio
- La morte del signor Lazarescu (Moartea domnului Lazarescu) (2005)
- Aurora (2010)
- Trois exercices d'interprétation (2013)
- I ponti di Sarajevo (Les Ponts de Sarajevo) (segmento Das Spektrum Europas) (2014)
- Sieranevada (2016)
- Malmkrog (2020)
- MMXX  (2023)